# Sheila Larken
Sheila Larken, née en 1944, est une actrice américaine connue pour ses nombreux rôles à la télévision. 

## Biographie
Ayant commencé sa carrière dans les années 1960, elle est apparue dans diverses séries télévisées telles que Bonanza, Hawaï police d'État, Le Virginien, Starsky et Hutch ou Dallas. De 1994 à 2002, elle a incarné de manière récurrente le personnage de Margaret Scully, la mère de Dana Scully (interprétée par Gillian Anderson) dans la série télévisée X-Files. Elle réapparaît en 2016 dans la saison 10. 
Elle est mariée au producteur, réalisateur et scénariste R. W. Goodwin, qui a travaillé entre autres sur la série X-Files.
Elle apparaît également dans un épisode de La Petite Maison dans la prairie, saison 9, épisode 13 ("Le grand péché" ("Sins Of The Fathers") où elle joue le rôle d'une jeune divorcée et alcoolique, Linda McAndrews.

## Filmographie

### Cinéma
- 1995 : Dangerous Intentions (en) : Nancy Boyle
- 2000 : Counting Days : Roberta Price

### Télévision
- 1967 : Bonanza (série télévisée) (1 épisode) : Julie Larson
- 1967 : Judd, for the Defense (en) (série télévisée) (1 épisode) : Penny
- 1968 : Commando Garrison (série télévisée) (1 épisode) : Christine
- 1968 : Opération vol (série télévisée) (1 épisode) : Zizi
- 1969 : Le Virginien (série télévisée) saison 7 épisode 15 (Death wait) : Ellen Jones
- 1969 : Docteur Marcus Welby (série télévisée) (1 épisode) : Sandy Welby
- 1969 : Hawaï police d'État (série télévisée) (1 épisode) : Karen Adamson
- 1969-1972  : Médecins d'aujourd'hui (série télévisée) (6 épisodes) : Infirmière Anne Wittley
- 1970-1971  : Storefront Lawyers (en) (série télévisée) (23 épisodes) : Deborah Sullivan
- 1971 : Sarge (en) (série télévisée) (1 épisode) : Jane Doe
- 1972 : The Bold Ones: The New Doctors (série télévisée) (1 épisode) : Myra Brooke
- 1972 : Gunsmoke (série télévisée) (1 épisode) : Marion
- 1972-1973 : Ghost Story (série télévisée) (2 épisodes) : Holly Brown / Marne Simmons
- 1973 : Cannon (série télévisée) (1 épisode) : Jennifer Shaw
- 1974 : Owen Marshall, Counselor at Law (en) (série télévisée) (1 épisode) : Beth Cromwell
- 1974 : Police Story (série télévisée) (1 épisode) : Anne Baker
- 1975 : Sarah T. - Portrait of a Teenage Alcoholic (téléfilm) : Vice principal
- 1975 : Attack on Terror: The FBI vs. the Ku Klux Klan (en) (téléfilm) : Linn Jacobs
- 1975 : Caribe (série télévisée) (1 épisode)
- 1975 : Medical Story (série télévisée) (1 épisode) : Jean Ingraham
- 1975 : Joe Forrester (série télévisée) (1 épisode)
- 1975 : Bronk (série télévisée) (1 épisode) : Marni
- 1975 : Starsky et Hutch (série télévisée) (1 épisode) : Nancy Blake
- 1976 : The Blue Knight (série télévisée) (1 épisode) : Chris
- 1977 : Barnaby Jones (série télévisée) (1 épisode) : Sœur Terry
- 1977 : Sergent Anderson (série télévisée) (1 épisode)
- 1977 : Voyage dans l'inconnu (feuilleton) : Tracey Ayres
- 1978 : L'Incroyable Hulk (série télévisée) (Saison 1, épisode 12) : Rhonda Wilkes
- 1978 : Baretta (série télévisée) (1 épisode) : Regan
- 1979 :  Dallas (série télévisée) (2 épisodes) : Priscilla Duncan
- 1980 : Lou Grant (série télévisée) (1 épisode) : Rosalie Wilson
- 1981 : The Other Victim (téléfilm) : Dottie
- 1982 : La Loi selon McClain (série télévisée) (1 épisode)
- 1982 : Quincy (série télévisée) (1 épisode) : Jane Lemner
- 1983 : La Petite Maison dans la prairie (série télévisée) (1 épisode) : Linda McAndrews
- 1983 : Trapper John, M.D. (série télévisée) (1 épisode) : Harriet Mitchell
- 1983 : Cagney et Lacey (série télévisée) (1 épisode) : Phyllis Nelson
- 1983 : Cave-In! (téléfilm) : Ann Soames
- 1984 : Simon et Simon (série télévisée) (1 épisode) : Patricia Rieger
- 1985 : The Midnight Hour (téléfilm) : Janet Greenville
- 1986 : Les Routes du paradis (série télévisée) (1 épisode) : Lauren Bryant
- 1987 : Texas police (en) (Houston Knights) (série télévisée) (1 épisode)
- 1987 : La Loi de Los Angeles (série télévisée) (1 épisode) : Deirdre Stackpole
- 1987 : Downpayment on Murder (téléfilm) : Donna
- 1988 : Petite Merveille (série télévisée) (1 épisode) : Mrs. Gordon
- 1990 : Nick Mancuso, les dossiers secrets du FBI (série télévisée) : Carolyn Lupo
- 1990 : Docteur Doogie (série télévisée) : Dr. Brown
- 1991 : La Signature de l'assassin (The Killing Mind) (téléfilm) : Mrs. Kraft
- 1991 : The New Adam-12 (série télévisée) (1 épisode) : Dorothy Reese
- 1992 : Corky, un adolescent pas comme les autres (série télévisée) (1 épisode) : Dr. Locke
- 1992 : The Human Factor (série télévisée) (1 épisode)
- 1993 : FBI: The Untold Stories (série télévisée)  : Sandra
- 1994 : Le Ranch de l'espoir (en) (Neon Rider) (série télévisée)  : Jacqueline Griffin
- 1994 : Moment of Truth: To Walk Again (série télévisée)  : Le docteur
- 1994-2002 : X-Files : Aux frontières du réel (série télévisée) (16 épisodes)  : Margaret Scully
- 1995 : She Stood Alone: The Tailhook Scandal (téléfilm)  : Rena Coughlin
- 1995 : L'As de la crime (série télévisée) (1 épisode) : Patricia Allardyce
- 1997 : Au-delà du réel : L'aventure continue (série télévisée) (1 épisode) : Francis Hunter
- 1997 : Profit (série télévisée) (1 épisode) : Mrs. Koner
- 1998 : Poltergeist : Les Aventuriers du surnaturel (série télévisée) (1 épisode) : Mrs. Brookeshire
- 1999 : Behind the Mask (téléfilm) : Dana
- 2002 : Undercover (en) (série télévisée) (1 épisode) : Marilyn Dubinsky
- 2016 : X-Files : Aux frontières du réel (série télévisée)  (saison 10) (1 épisode) : Margaret Scully